# 鮑三娘
鮑三娘是中國明代說唱詞話《花關索傳》中的虛構人物。

## 簡介
在《花關索傳》中，鮑三娘是鮑家莊大王鮑凱所生，排行第三的女兒，鮑禮、鮑義之妹，關索之妻。關索小時與關羽失散，被索家收養，自九歲起即隨花岳習武，武藝高超。關索在尋父之旅上，從宋金剛身上強得三件寶物，但其中一件鱗甲不知要給誰穿。在聽信部將張擒龍說鮑三娘可與之匹配後，便前往鮑家莊求娶。在途上的分莊亭，關索看見招親言碑，遂前往比武試親。鮑三娘對其將才相貌產生好感，在比試百餘回合落敗後便與之成婚。不過關索也娶了他人，分別是王桃、王悅兩姐妹。另外關索亦在京劇《化外奇緣》中娶了孟獲和祝融夫人的女兒花鬘。

## 影響
鮑三娘雖是虛構人物，但在民間的影響也頗大，現在中國四川省廣元市有鮑三娘墓。

## 其他相關形象
- 日本KOEI TECMO公司發行的遊戲《真·三國無雙6/無雙OROCHI 蛇魔2》中，鮑三娘開始作為其中一個角色出現。（光榮公司開發，野中藍配音）

《蛇魔三》，追隨女神的少年龍，也有出現。